# ASN-105B
ASN-105B – chiński bezzałogowy aparat latający (UAV – ang. unmanned aerial vehicle) opracowany przez firmę Xi’an ASN Technology Group Company, przeznaczony do wykonywania misji rozpoznawczych bez względu na panujące warunki atmosferyczne na rzecz dużych związków taktycznych.

## Geneza
ASN-105B jest rozwinięciem wcześniejszego bezzałogowego aparatu latającego ASN-104 (znanego również pod oznaczeniem D-4), który powstał we wczesnych latach 80. XX wieku na politechnice w mieście Xi’an. Oblot prototypu ASN-104 odbył się w październiku 1983 roku. ASN-105 został opracowany w połowie lat 80., a do produkcji wszedł na początku następnej dekady.

## Konstrukcja
Aparat ma klasyczną budowę jednokadłubową, jest górnopłatem, ze skrzydłami zwężającymi się ku nasadzie, silnikiem umieszczonym w dziobie kadłuba, napędzanym paliwem samochodowym. Na swoim pokładzie może przenosić kamerę do zdjęć w ciągu dnia, kamerę termowizyjną, kamerę wykorzystującą technologię CCD (obrazy z kamer mogą być bezpośrednio transmitowane do naziemnego stanowiska kontroli lub mogą być nagrywane na urządzenia przechowujące dane znajdujące się na pokładzie), zestaw aparatów cyfrowych, cyfrowy aparat fotograficzny wykonujący zdjęcia panoramiczne obejmujące obszar 1700 km² oraz układ nawigacyjny współpracujący z systemem GPS. Aparat startuje z katapulty przy użyciu rakietowych przyspieszaczy startowych na paliwo stałe. Klasyczna misja rozpoznawcza odbywa się w pełni autonomicznie na podstawie wcześniej zaplanowanej trasy, aparat może być również kierowany z naziemnego stanowiska kontroli lot. Po wykonaniu zadania aparat ląduje na spadochronie.